# 相葉愛學習
《相葉愛學習》（日語：相葉マナブ），朝日電視台綜藝節目，2013年4月21日開始播放。這是日本男子組合嵐成員相葉雅紀的首個冠名節目。

## 出演者
主持
- 相葉雅紀（嵐）

支援成員
- 土田晃之
- CUNNING竹山
- 澤部佑（原市）
- 鈴木拓（DRUNK DRAGON（日语：ドランクドラゴン））
- 渡部健（UNJASH）
- 高橋茂雄

## 外部連結
- 官方網站 （页面存档备份，存于）（日語）